# Inentingstheorie
De inentingstheorie is een sociaalpsychologische communicatietheorie die verklaart hoe een houding of overtuiging weerbaar kan worden gemaakt, en weerstand bieden tegen overreding of beïnvloeding, naar analogie van hoe een lichaam door inenting immuun wordt voor ziekte. De theorie gebruikt medische inoculatie als verklarende analogie, maar in plaats van het toe te passen op ziekte, wordt het gebruikt om houdingen of overtuigingen te sterken. De theorie is toepasbaar op publiekscampagnes gericht op desinformatie en nepnieuws. 
De theorie stelt dat zwakke tegenargumenten weerstand opwekken bij de ontvanger, waardoor hij zijn overtuigingen kan handhaven tegenover een toekomstige, sterkere uitdaging. Na blootstelling aan zwakke tegenargumenten (bijv. tegenargumenten die gepaard gaan met weerleggingen), gaat de ontvanger op zoek naar ondersteunende informatie om zijn bedreigde positie verder te versterken. De aangenomen houding of overtuiging wordt zo resistent tegen een sterker tegenargument, vandaar de medische analogie van een vaccin. 
De term wordt toegeschreven aan Mc Guire, in de jaren 1960. Een van de beoefenaars van de theorie in het Nederlands taalgebied is sociaal psycholoog Sander van der Linden. De theorie wordt van overheidswege, bijvoorbeeld door de NAVO, ingezet tegen desinformatie en nepnieuws. Andere toepassingen vinden plaats op het gebied van de politiek, gezondheidscampagnes, marketing, onderwijs, en wetenschapscommunicatie.